# Gloria Campobello
Gloria (Soledad) Campobello Luna (Parral, 21 de octubre de 1917 - 1 de noviembre de 1968) fue una coreógrafa y bailarina de ballet mexicana. Era media hermana de Nellie, escritora, novelista, y poeta.
Era una de seis hijos (José Guadalupe El Siete, 1895; María, 1898; Judith; Mauro El Mudo, 1903; Felipe de Jesús El Chato, 1905; Mateo Carlos, 1908) de Rafaela Luna, y su padre Jesús Felipe Moya Luna era sobrino de su madre, hijo de su hermana Florencia. Probablemente esa fue la razón, el porqué del ocultamiento de las huellas de su pasado. Además también manejó su año de nacimiento indiscriminadamente como 1911. Su nombre de bautismo fue probablemente Soledad en vez de Gloria. Además algunas fuentes mencionan, que Nellie y Gloria habrían tenido el mismo progenitor, aunque el padre de Nellie habría fallecido en 1914. También Germán List Arzubide, quien se enamoró de su hermana Nellie, mencionaba a Gloria como su hermanastra.
Pasó su infancia en Parral (Chihuahua) y su juventud en la ciudad de Chihuahua, donde concurrió al "Colegio Inglés de la Colonia Rosales". Luego del deceso de su padre combatiendo en la batalla de Ojinaga el 11 de enero de 1914 (111 años) atrás, su madre vuelve a casarse con el médico Stephen Campbell Reed, de Boston, cuyo apellido, sus hijastros asumieron, y que fue modificado a Campobello por la propia Nellie. En 1921, falleció su madre, y Nellie cuidó de Gloria.
En 1937, durante la década revolucionaria se fueron ambas hermanas a la Ciudad de México, donde bajo la denominación de Escuela Nacional de Danza, trabajó danzando como primaballerina en el "Ballet de la ciudad de México"; y  enseñó en la Escuela Nacional de Danza hoy Escuela Nacional de Danza Nellie y Gloria Campobello. Después de 1943 tuvo un romance con José Clemente Orozco, quien dejó a su familia en 1946, y se trasladó con ella a Nueva York, donde Gloria lo abandonó.

## Obra
- Ritmos Indígenas de México, con Nellie Campobello, 240 pp. 1940

### Filmografía
- 1936 Alegría mexicana (corto)

## Honores

### Eponimia
- Escuela Nacional de Danza Nellie y Gloria Campobello: las hermanas Nellie y Gloria Campobello, dan origen en 1931, por expresas instrucciones del Secretario de Educación Pública, a la primera escuela de danza pública de danza, ubicada en las instalaciones de ese organismo social.[6]

- Escuela de Danza Gloria Campobello de Tijuana[6]

## Literatura
- felipe Segura. 1991. Gloria Campobello - la primera ballerina de México, ISBN 968-29-3357-9